# Samuel Lupi
Samuel Lupi (Lisboa, Ajuda (Lisboa), 11 de outubro de 1838) foi um equitador português.
Da família italiana radicada em Portugal de apelido Lupi, descendente do pintor Miguel Ângelo Lupi, em 1855 foi admitido como praticante da Real Picaria Portuguesa, situada em Belém, onde fez carreira como equitador e da qual viria a ser diretor. Foi igualmente instrutor de equitação do rei D. Carlos, quando este era ainda criança. Casado com Joaquina dos Santos, irmã do grande lavrador José Maria dos Santos, daria início a um relacionamento com essa família, que se prolongaria por várias gerações. Foi agraciado com o grau de Cavaleiro da Ordem Militar de Cristo em 1884. O seu jazigo situa-se no Cemitério dos Prazeres, em Lisboa.